# Marchas Republicanas

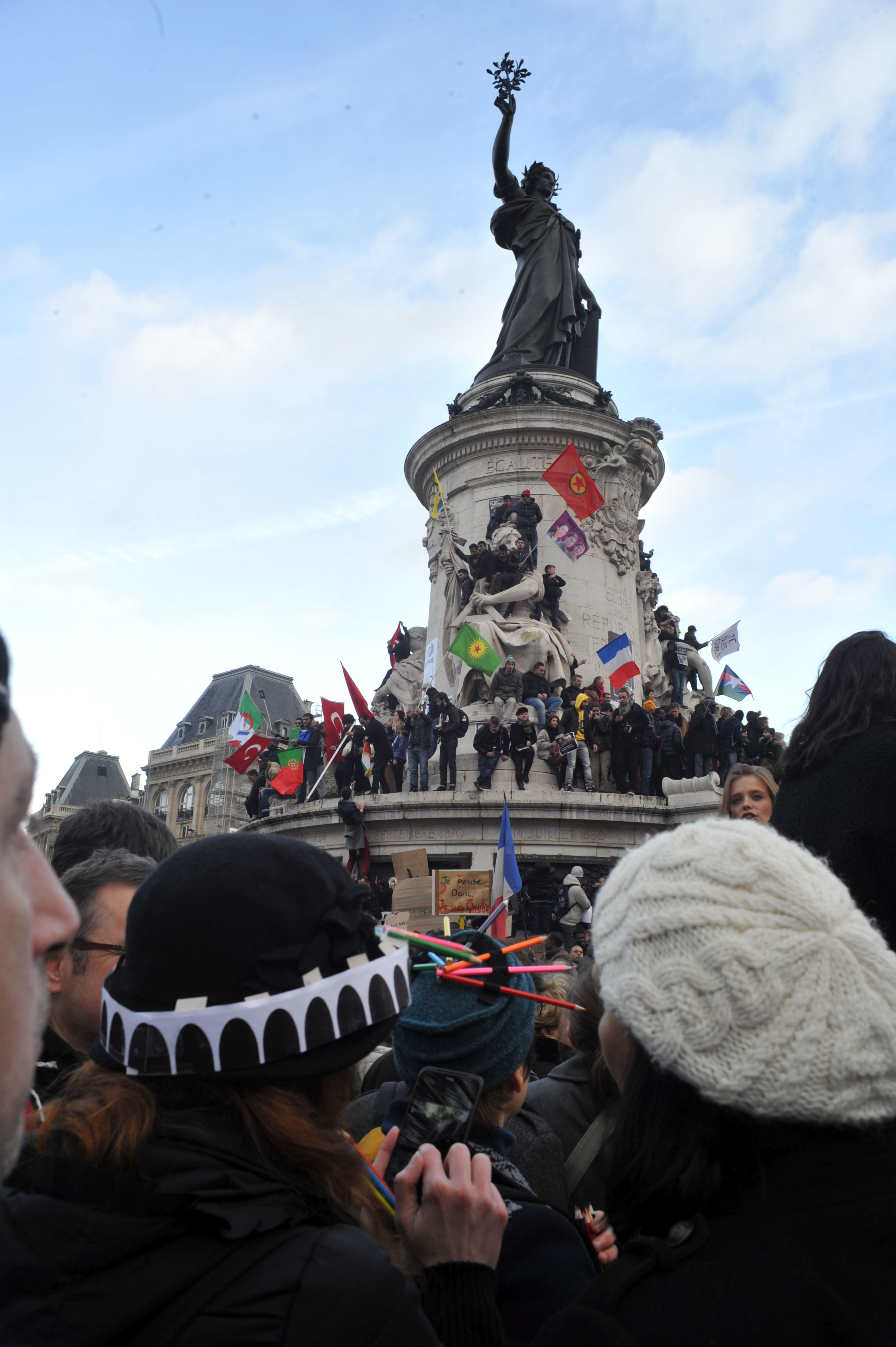
Manifestantes en la estatua de la Plaza de la República.

Las Marchas Republicanas o Marchas de la República son manifestaciones que tuvieron lugar en varias localidades francesas durante el 10 y 11 de enero del 2015, en homenaje a las víctimas de los atentados contra la sede del semanario Charlie Hebdo, el consecuente asesinato de una agente de policía en Montrouge y la toma de rehenes en el supermercado Hyper Cacher. En las manifestaciones también se reivindicó el derecho a la libertad de expresión y de imprenta. Las autoridades galas estimaron la participación ciudadana en 3,7 millones (incluido extranjeros) siendo esta, la más multitudinaria desde 1944 cuando París y el resto del país fueron liberados del nazismo tras la II Guerra Mundial.

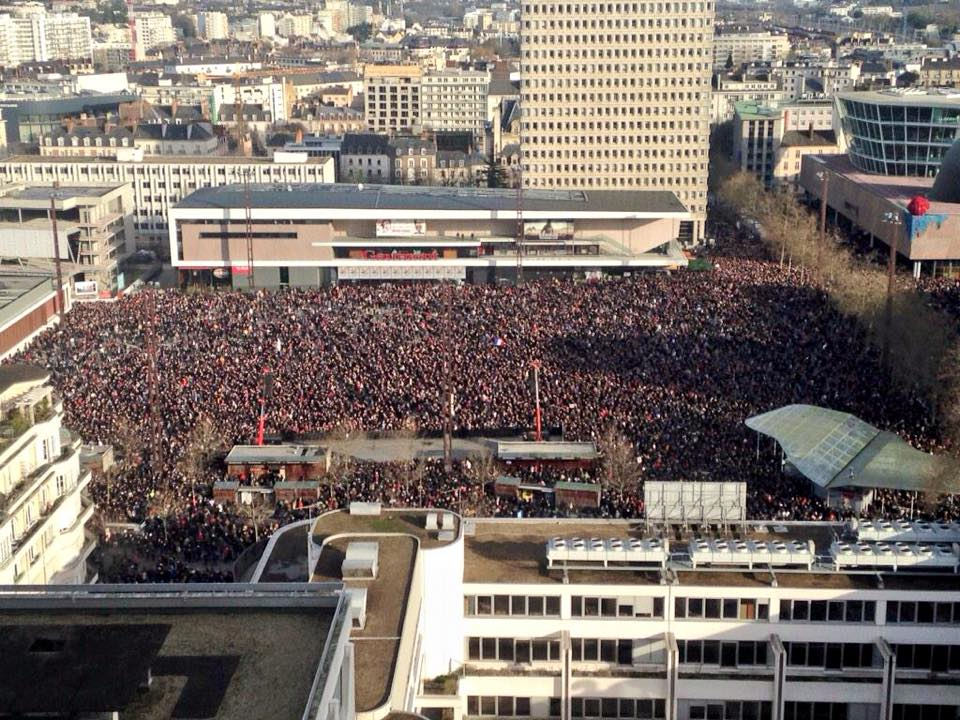
Manifestantes en Rennes.

Previendo una respuesta masiva de gente, el recorrido transcurrió por tres calles entre la Plaza de la República a la Nacional. En la zona del Bulevar Voltaire (París) se estimó la presencia de entre 1,5 y 2 millones de ciudadanos.
En otras localidades también se organizaron manifestaciones siendo Lyon una de las más multitudinarias con 300.000 (1/4 de la población). Durante los dos días hubo centenar de miles de manifestantes en Rennes, Toulouse, Burdeos, Grenoble y Montpellier entre otras más. 
Las marchas fueron encabezadas por líderes políticos nacionales e internacionales junto con autoridades religiosas de distinto credo. El Frente Nacional decidió desvincularse a causa de la polémica levantada sobre su posible participación en la misma.
Otras manifestaciones destacadas en ciudades europeas tuvieron lugar en Londres, Bruselas, Berlín, Ámsterdam y Viena.